# 細長兔脂鯉
細長兔脂鯉，為輻鰭魚綱脂鯉目脂鯉亞目上口脂鯉科的一個種，分布於南美洲巴西Jequitinhonha及Pardo河流域，體長可達39.8公分，棲息在植被生長茂密的水域，生活習性不明。